# Daluana spinosa
Daluana spinosa är en insektsart som beskrevs av Sohi och Mann 1990. Daluana spinosa ingår i släktet Daluana och familjen dvärgstritar. Inga underarter finns listade i Catalogue of Life.